# 稀花薹草
稀花薹草（学名：[Carex laxa] 错误：{{Lang}}：文本有斜体标记（帮助））为莎草科薹草属的植物。分布在俄罗斯、欧洲、日本以及中国大陆的黑龙江、辽宁、内蒙古等地，生长于海拔1,000米的地区，常生长在沼泽地、湖及河边的潮湿地，目前尚未由人工引种栽培。